# Rudolf Baumbach (Baumeister)
Karl Heinrich Rudolf Baumbach (* 19. April 1807 in Berlin; † 4. Januar 1885 in Wetzlar) war ein deutscher Zimmermeister und Bauunternehmer, der später Direktor der Baugewerkschulen in Idstein und Wetzlar wurde.

## Familie
Baumbach war ein Sohn des Holzhändlers David Sigismund Baumbach und dessen Ehefrau Luise Baumbach geborene Wolff. Er heiratete am 17. Oktober 1838 in Berlin Emilie Louise Henriette Schmidt. Aus dieser Ehe entstammte der Sohn Felix Baumbach, der später als Gymnasiallehrer in Duisburg tätig war.

## Ausbildung und Beruf
Nach dem Königlichen Technischen Instituts Berlin besuchte Baumbach die Berliner Bauakademie. Im Anschluss an eine dreijährige Studienreise nach Italien ließ er sich in Berlin als selbständiger Zimmermeister und Bauunternehmer nieder. Diese Tätigkeit musste er jedoch aus wirtschaftlichen Gründen aufgeben.
Von 1864 bis 1869 arbeitete Baumbach als Oberlehrer an der von Karl Möllinger gegründeten privaten Baugewerkschule Höxter. Im Jahr 1869 wurde er zum Direktor der in diesem Jahr gegründeten Städtischen Baugewerkschule Idstein bestellt. Im Sommersemester 1869 konnte er mit einem weiteren Lehrer lediglich vier Schüler in zwei Klassen unterrichten. Aber schon im folgenden Semester stieg die Zahl der Schüler auf 25 an, so dass der Lehrkörper vergrößert werden musste. Die Baugewerkschule entwickelte sich auch in den Folgejahren sehr gut. Da es damals keine vorgegebenen Lehrpläne gab, hatte Baumbach auf die Unterrichtsgestaltung und das Florieren der Baugewerkschule großen Einfluss. Dennoch kam es zwischen Baumbach und der Stadt Idstein zu Unstimmigkeiten, die 1878 zu seiner Resignation führten. Noch im gleichen Jahr beteiligte er sich trotz seines fortgeschrittenen Alters an der Gründung einer Baugewerkschule in Wetzlar, die er bis zu seinem Tod leitete. Das Lehrinstitut, das nie floriert hatte, wurde nach dem Wintersemester 1884/1885 eingestellt.